# Cahiers d’Art
Cahiers d’Art ist eine französische Kunst- und Literaturzeitschrift, die 1926 von Christian Zervos gegründet wurde. Er gab sie bis 1960 heraus. Der unter diesem Namen existierende Verlag, Éditions Cahiers d’Art, brachte viele Veröffentlichungen über in Frankreich lebende moderne Künstler in der ersten Hälfte des 20. Jahrhunderts heraus, darunter das Werkverzeichnis von Pablo Picasso, Pablo Picasso par Christian Zervos, in 33 Bänden mit über 16.000 Abbildungen. Der Name Cahiers d’Art  steht auch für eine angeschlossene Galerie.
Der schwedische Filmproduzent und Kunstsammler Staffan Ahrenberg, Sohn des Theodor Ahrenberg, gibt die Zeitschrift seit Oktober 2012 neu am selben Ort heraus sowie ab Februar 2014 eine Neuausgabe von Picassos Werkverzeichnis.

## Geschichte

### Cahiers d’Art1926 bis 1960
Die von dem Kunstkritiker Christian Zervos 1926 in Paris, 14 rue du Dragon, gegründete Kunst- und Literaturzeitschrift Cahiers d’Art wurde, mit einer kriegsbedingten Unterbrechung zwischen 1941 und 1943, bis 1960 veröffentlicht. Von 1926 bis 1931 war der wie Zervos ebenfalls aus Griechenland stammenden Tériade künstlerischer Direktor und schrieb Kunstkritiken, und der deutsche Kunsthistoriker Will Grohmann wurde ab 1928 als Autor gewonnen.
Die erste Ausgabe der Zeitschrift nach dem Zweiten Weltkrieg war mit 1940–1944 datiert und hatte als Schwerpunkt Dichter und Schriftsteller der französischen Résistance wie beispielsweise Vercors. Der französische Psychoanalytiker Jacques Lacan schrieb 1945 den Artikel über Logik für Cahiers d’Art: Die logische Zeit und die Assertion der antizipierten Gewißheit – Ein neues Sophisma.

Das Heft 1–3 aus dem Jahr 1937 enthält auf 14 Seiten Songe et Mensonge de Franco von Pablo Picasso

Dargestellte Künstler waren unter anderem Pablo Picasso, Fernand Léger, Max Ernst, Raoul Dufy, Marc Chagall, Constantin Brâncuși, Vincent van Gogh, Paul Klee, Henry Laurens, László Moholy-Nagy, Willi Baumeister, Joan Miró, Alexander Calder, Victor Brauner, Giorgio de Chirico, Wolfgang Paalen, Marcel Duchamp und Man Ray. Zwischen 1932 und 1970 veranstalteten Christian and Yvonne Zervos zwischen zwei und fünf Ausstellungen jährlich in der angeschlossenen Galerie. Bis 1960 hat Zervos 97 Ausgaben der Zeitschrift und mehr als 50 Bücher veröffentlicht, darunter Monografien über El Greco, Henri Matisse, Man Ray sowie über Kunst aus Afrika und Mesopotamien.
Die Zeitschrift Cahiers d’Art verband mit ihrer ungewöhnlichen Gestaltung, Typografie und reicher Bebilderung moderne und alte Kunst in einem Dialog. Neben der Kunstkritik legte sie ein großes Gewicht auf Texte von Schriftstellern und Dichtern wie Tristan Tzara, Paul Éluard, René Char, Ernest Hemingway und Samuel Beckett.

### Sammlung und Archiv
Eine Sammlung der Ausgaben befindet sich in Nikosia im Pierides Museum of Contemporary Art, in der unter anderem auch die von Tériade und Albert Skira gegründete Zeitschrift Minotaure aufbewahrt wird.
Die Bibliothèque Kandinsky des Pariser Kunst- und Kulturzentrums Centre Pompidou besitzt ein reichhaltiges Archiv über Cahiers d’Art, das unter anderem aus Fotografien, Dokumenten und Werkreproduktionen besteht. Es bildete die Grundlage für das 2011 erschienene Buch Zervos et Cahiers d’Art von Christian Derouet.

### Neustart 2012

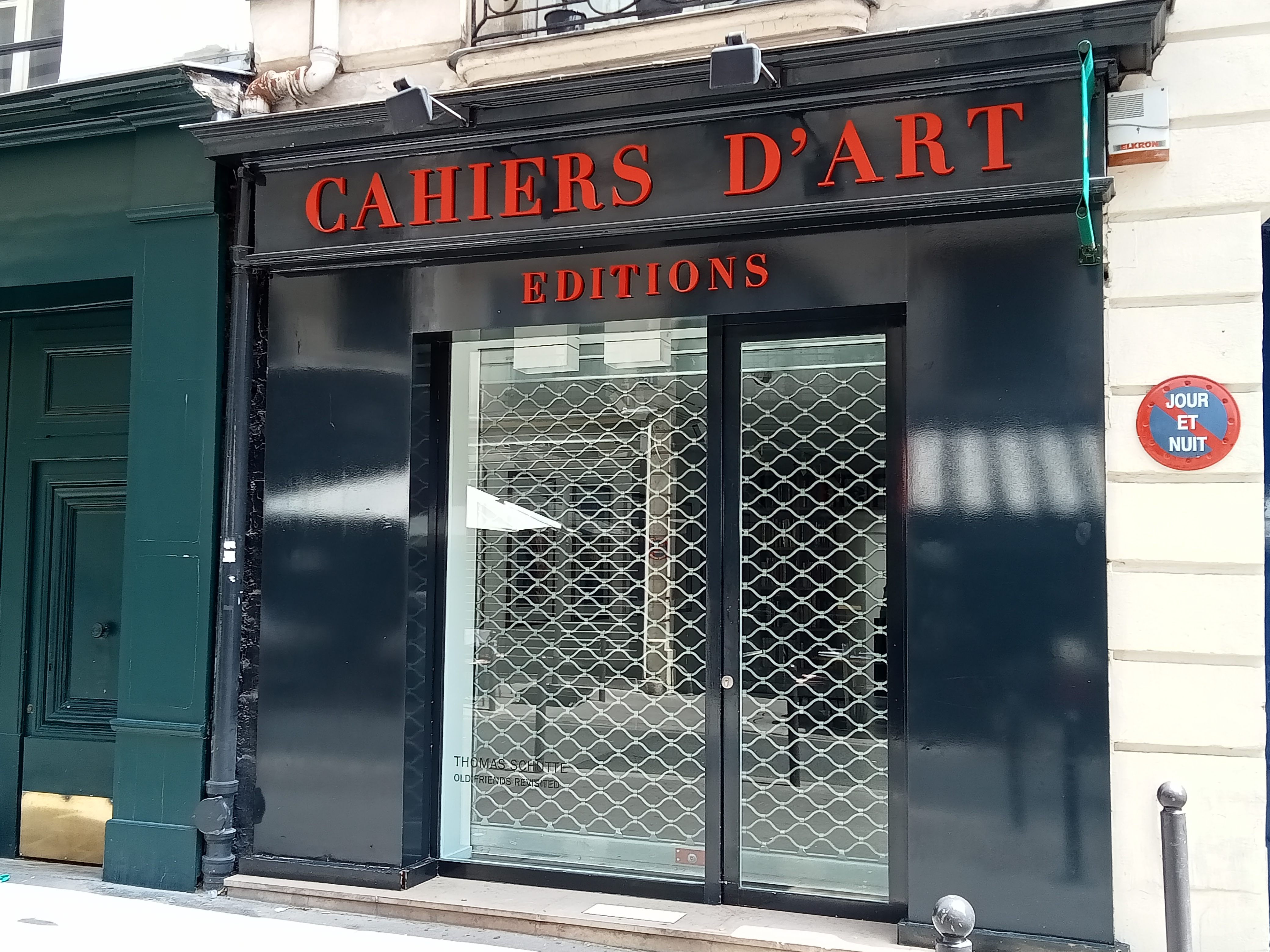
Éditions Cahiers d’Art, 14 rue du Dragon, Paris, 2021

Der schwedische Kunstsammler Staffan Ahrenberg erwarb 2011 die Rechte an der Zeitschrift und startete das Relaunch zusammen mit Sam Keller, Direktor der Fondation Beyeler, und Hans-Ulrich Obrist im Oktober 2012. Die erste Ausgabe stellte Werke von Ellsworth Kelly, Cyprien Gaillard, Sarah Morris und Adrián Villar Rojas vor sowie die Architektur von Oscar Niemeyer. Die Zeitschrift erscheint in französischer Sprache mit 2000 und erstmals auch in englischer mit 8000 Exemplaren unregelmäßig wie früher. Neben dem Verlag wurde auch die Buchhandlung sowie die Galerie übernommen.

### „Le Zervos“

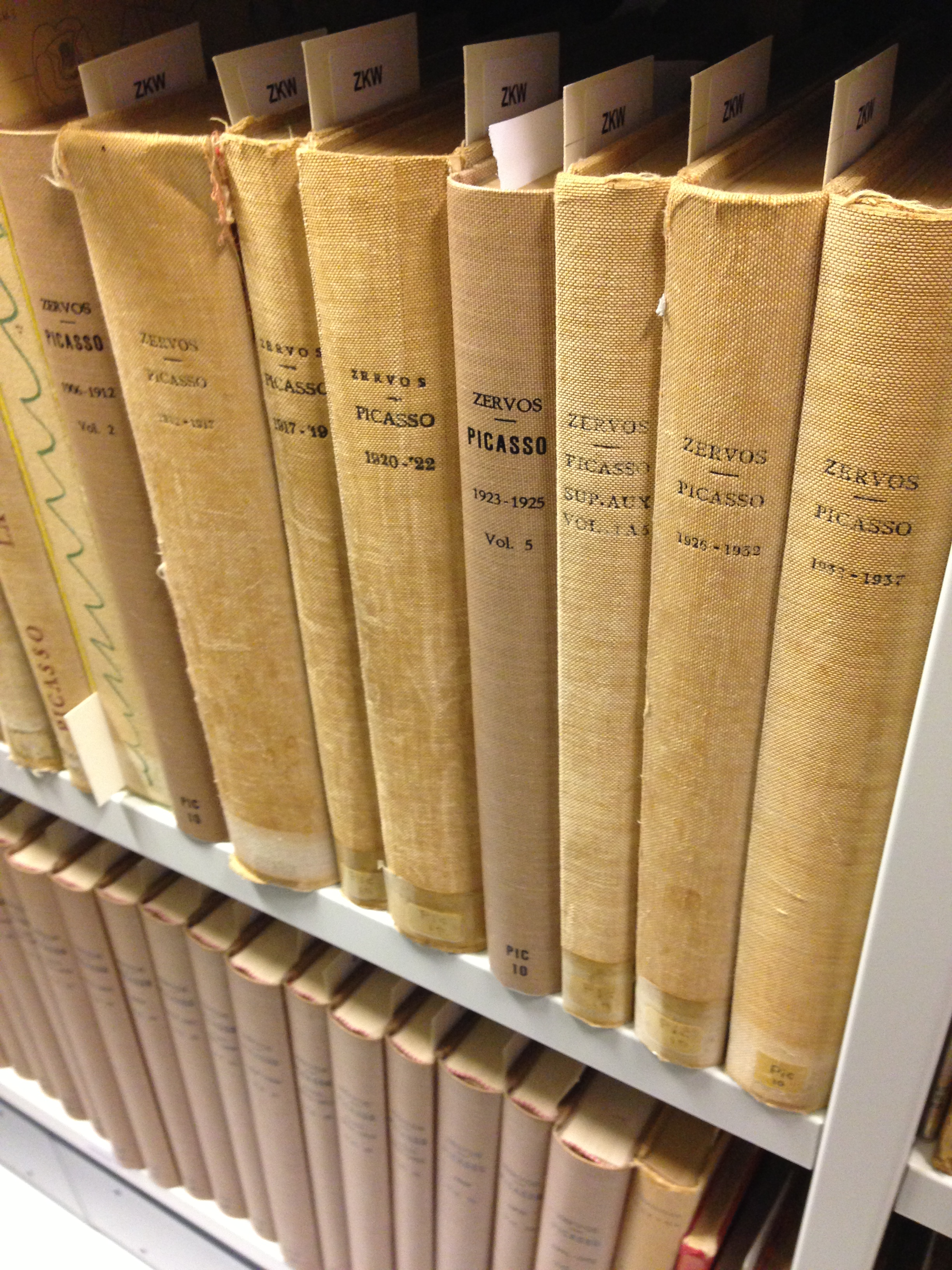
Picassos catalogue raisonné von Zervos in einer alten Ausgabe

Zervos’ Arbeit am Werkverzeichnis Picassos begann 1932 und wurde bis zu seinem Tod 1970 in Paris fortgesetzt. Das Verzeichnis bestand zu dieser Zeit aus 22 Bänden und wurde nach seinem Tod bis 1978 von seiner Mitarbeiterin Mila Gagarine um elf Bände ergänzt. Der „Le Zervos“ genannte Catalogue raisonné des œuvres de Pablo Picasso ist bis heute das Standardwerk – obgleich noch unvollendet – über die Werke Picassos.
Eine bearbeitete und zusätzlich ins Englische übersetzte Neuausgabe der 33 Bände als Sammlerausgabe mit mehr als 6000 Seiten erschien mit Genehmigung des Nachlassverwalters Claude Picasso im Februar 2014 neu bei Cahiers d’Art. Die etwa 16.000 Abbildungen wurden in schwarz-weiß reproduziert, dies entspricht Pablo Picassos Forderung, die bei der Erstausgabe umgesetzt wurde.